# Milan Tučić
Milan Tučić (Lubiana, 15 agosto 1996) è un calciatore sloveno, attaccante dell'Újpest.

## Carriera
L'11 agosto 2021 viene acquistato a titolo definitivo dalla squadra giapponese del Consadole Sapporo.

## Statistiche

### Presenze e reti nei club
Statistiche aggiornate al 7 dicembre 2021.
| Stagione             | Squadra              | Campionato           | Campionato | Campionato | Coppe nazionali | Coppe nazionali | Coppe nazionali | Coppe continentali | Coppe continentali | Coppe continentali | Altre coppe | Altre coppe | Altre coppe | Totale | Totale |
| Stagione             | Squadra              | Comp                 | Pres       | Reti       | Comp            | Pres            | Reti            | Comp               | Pres               | Reti               | Comp        | Pres        | Reti        | Pres   | Reti   |
| -------------------- | -------------------- | -------------------- | ---------- | ---------- | --------------- | --------------- | --------------- | ------------------ | ------------------ | ------------------ | ----------- | ----------- | ----------- | ------ | ------ |
| 2015-2016            | Bravo                | 3.SNL                | ?          | ?          |                 | -               | -               |                    | -                  | -                  |             | -           | -           | ?      | ?      |
| 2016-2017            | Bravo                | 3.SNL                | ?          | ?          |                 | -               | -               |                    | -                  | -                  |             | -           | -           | ?      | ?      |
| Totale Bravo         | Totale Bravo         | Totale Bravo         | ?          | ?          |                 | -               | -               |                    | -                  | -                  |             | -           | -           | ?      | ?      |
| 2017-2018            | Rudar Velenje        | 1.SNL                | 28         | 7          | CS              | 0               | 0               |                    | -                  | -                  |             | -           | -           | 28     | 7      |
| 2018-2019            | Rudar Velenje        | 1.SNL                | 35         | 15         | CS              | 0               | 0               | UEL                | 3                  | 2                  |             | -           | -           | 38     | 17     |
| lug.-set. 2019       | Rudar Velenje        | 1.SNL                | 6          | 1          | CS              | 0               | 0               |                    | -                  | -                  |             | -           | -           | 6      | 1      |
| Totale Rudar Velenje | Totale Rudar Velenje | Totale Rudar Velenje | 69         | 23         |                 | 0               | 0               |                    | 3                  | 2                  |             | -           | -           | 72     | 25     |
| set. 2019-2020       | OH Lovanio           | D2                   | 3          | 0          | CB              | 1               | 0               |                    | -                  | -                  |             | -           | -           | 4      | 0      |
| 2020-gen. 2021       | OH Lovanio           | D1                   | 1          | 0          | CB              | 0               | 0               |                    | -                  | -                  |             | -           | -           | 1      | 0      |
| Totale OH Lovanio    | Totale OH Lovanio    | Totale OH Lovanio    | 4          | 0          |                 | 1               | 0               |                    | -                  | -                  |             | -           | -           | 5      | 0      |
| gen.-giu. 2021       | Rudar Velenje        | 1.SNL                | 18         | 10         | CS              | -               | -               |                    | -                  | -                  |             | -           | -           | 18     | 10     |
| ago.-dic. 2021       | Consadole Sapporo    | J1                   | 11         | 2          | CG+CdL          | 0+1             | 0               |                    | -                  | -                  |             | -           | -           | 12     | 2      |
| Totale carriera      | Totale carriera      | Totale carriera      | 102        | 35         |                 | 2               | 0               |                    | 3                  | 2                  |             | -           | -           | 107    | 37     |